# Belleville (Kansas)
Pour les articles homonymes, voir Belleville.
La ville de Belleville est le siège du comté de Republic dans le Kansas. Sa population était de 1 991 habitants en 2010.

## Histoire
Avant l'arrivée des colons européens, la région était habitée par les Indiens Pawnees. La première communauté installée sur le territoire de Belleville en 1869 était composée de J. C. Reily, David Cory, J. E. Van Natta, T. C. Reily, H. G. Jackson, John Cory, J. H. Campbell, N. T. Van Natta, John McFarland, B. F. Saylor, R. P. West, A. B. Tutton, Henry Frint. Son nom lui vient de la femme de son fondateur, Arabelle Tutton, Belle Ville.
La ville située sur un plateau jouit d'une vue dégagée allant de 8 à 30 km dans toutes les directions. À cause de son altitude, il fallait alors un puits d'une profondeur d'au moins 30 m pour s'approvisionner en eau, par ailleurs d'excellente qualité. Elle n'est, à cette époque, située qu'à 15 kilomètres de mines de charbon, ce qui donne à ses habitants l'avantage d'une énergie bon marché, ce qui n'est le cas que de rares localités du Kansas et du Nebraska. Les gisements de charbon et de sel étant proches de la ville et les compagnies de chemin de fer de la Burlington & Missouri River Road et de la Missouri Pacific qui traverseront bientôt le comté du nord au sud créeront sans doute une halte proche des mines de charbon et donc de Belleville (en fait une gare sera créée à Belleville).
La population de Belleville est d'environ 400 habitants le 11 janvier 1878, lorsqu'elle est incorporée comme cité de troisième classe, les autorités sont alors composées de W. H. Woodward, maire, Chauncy Perry, Edward Knowles, D. Muller, E. E. Chapman et F. N. Munger. Les membres du Conseil sont C. H. Smith, secrétaire, et W. Haskett, juge.
Le no 1 du journal The Belleville Telescope paraît le 20 septembre 1870, il est édité par J. C. Murphry. La première institutrice est Mme W. S. Latham, qui commence à enseigner en août 1870. La première école est bâtie en 1872 et coûte 6 000 $. La première église est érigée en 1874.
La Belleville Bank est fondée en novembre 1881, par les frères George N. et Earnest Davis avec un capital de 25 000 $.